# La Ville-aux-Bois-lès-Pontavert
La Ville-aux-Bois-lès-Pontavert – miejscowość i gmina we Francji, w regionie Hauts-de-France, w departamencie Aisne.
Według danych na styczeń 2014 roku gminę zamieszkiwały 124 osoby, a gęstość zaludnienia wynosiła 14,9 osób/km².